# Route nationale 154
Pour les articles homonymes, voir N154 et Route nationale 154 (homonymie).
La route nationale 154, ou RN 154, est une route nationale française reliant Val-de-Reuil à Artenay. L'ancienne nationale a été déclassée entre Évreux et La Madeleine-de-Nonancourt.

## Sections aménagées à 2x2 voies
- Val-de-Reuil (Échangeur de Louviers) - Nonancourt réalisé, dont la partie nord est classée autoroute A154
- Nonancourt - Dreux en cours
- Déviation de Dreux en étude
- Dreux - Chartres réalisé
- Déviation de Chartres en étude
- Chartres - Artenay en étude

## Tracé de Val-de-Reuil à Artenay

### De Val-de-Reuil à Dreux
- Val-de-Reuil (Eure)
- Louviers
- Pinterville
- Acquigny
- Le Boulay-Morin
- Gravigny
- Évreux
- Prey
- Thomer-la-Sôgne
- Chavigny-Bailleul
- La Madeleine-de-Nonancourt
- Dreux (Eure-et-Loir)

### De Dreux à Chartres
- Marville-Moutiers-Brûlé
- Le Boullay-Mivoye
- Serazereux
- Challet
- Poisvilliers
- Lèves
- Chartres

### De Chartres à Artenay
- Le Coudray
- Gellainville
- Berchères-les-Pierres et Sours
- Allonnes
- Ymonville
- Allaines-Mervilliers
- Artenay (Loiret)

## Voie express

### De Val-de-Reuil à Dreux
- Échangeur entre A13 (Rouen) et A154 +  Péage de Incarville
- 1 échangeur de Louviers/Val-de-Reuil - D6154 : Val-de-Reuil, Incarville, A13 (Paris)
- Pont sur l'Eure
- 2 Louviers - D 313 (de et vers l'A13) et  3 Louviers - D 6155 (de et vers l'A10) : Louviers, Le Neubourg, Elbeuf
- L'A154 devient la N154
- 4 Acquigny - D 71 : Acquigny + pont sur l'Eure
- 5 Amfreville-sur-Iton - D 71 : Amfreville-sur-Iton (depuis l'A13)
- 6 Gravigny - D 115 : Évreux, Caër, Gravigny
- 7 Évreux-Fauville - D 57 : Évreux, Fauville
- 8 Évreux-est - RN 13 à 27 km : Évreux, Vernon, Paris (de et vers l'A13)
- Limitation à 90 km/h
- 9 Évreux-sud - N 1013 : Évreux, Caen, Vernon, Paris
- Limitation à 70km/h
- Limitation à 90 km/h
- Limitation à 110 km/h
- 10 Grossœuvre : Prey, Grossœuvre, Saint-André-de-l'Eure (de et vers l'A13)
- 11 Chavigny-Bailleul : Damville, Conches-en-Ouche, Saint-André-de-l'Eure, Pacy-sur-Eure
  -  Aire de repos de la Petite Vallée  (sens   Orléans-Rouen)
  -  Aire de repos de la Mare des Fourches  (sens   Rouen-Orléans)
- 12 Marcilly-la-Campagne : Moisville, Marcilly-la-Campagne (de et vers l'A13)
- Fin de la route nationale RN 154
- Carrefour giratoire entre RN 154 et RN 12
- Tronc commun avec RN 12

### De Dreux à Chartres
- Début de la Rocade de Dreux
- : La Croix Tienac, Le livre d’or, Les Oriels, Centre de secours, LPP de Couasnon
- Réduction à 2x1 voies
- RD 308.1 : Sainte-Gemme-Moronval, Z.I. Les Mares
- RD 929 : Luray, Nogent-le-Roi, Les Rochelles, Le lièvre d’or
- : Vernouillet-plein sud, Nuisement
- Réduction à 3 voies (sens Dreux-Vernouillet)
- Réduction à 1 voie (sens Dreux-Vernouillet)
- Fin de la Rocade de Dreux
- Carrefour giratoire entre RN 154 et RD 828
- Limitation à 70 km/h
- Limitation à 90 km/h
- RD 309.1 : Tréon, Imbermais
- Début de la route nationale RN 154 en route à accès réglementé
- Marville-Moutiers-Brûle - D 121 : Marville-Moutiers-Brûlé, Puiseux, Villemeux-sur-Eure, Tréon, Écluzelles
- Le Boullay-Mivoye - D 140 : Gironville-Neuville, Le Boullay-Mivote
- 17 Tremblay - D 26 : Serazereux, Tremblay-les-Villages, Nogent-le-Roi
- Challet - D 148 : Saint-Chéron-des-Champs, Challet
- RD 134 : Fresnay-le-Gilmert, Berchères-la-Maingot
- Poisvilliers - D 133 : Bailleau-l'Évêque, Poisvilliers, Fresnay-le-Gilmert, Berchères-la-Maingot, Saint-Germain-la-Gâtine
- Fin de la route nationale RN 154 en route à accès réglementé
- Limitation à 70 km/h et réduction à 2x1 voies
- RD 7154 : Rouen, Évreux, Dreux, Saint-Germain-la-Gâtine, Chartres-centre, Lèves, Maintenon, Z.A. de Lèves

### De Chartres à Artenay
- Carrefour giratoire entre RN 154, RN 123, RD 910 et RD 7154
- Carrefour giratoire entre RN 154 et RD 150
- Carrefour giratoire entre RN 154 et RD 28
- Carrefour giratoire entre RN 154 et RD 954
- Début de la route nationale RN 154 en route à accès réglementé
- Limitation à 110 km/h et réduction à 2x2 voies
- Limitation à 90 km/h et réduction à 2x1 voies
- Fin de la route nationale RN 154 en route à accès réglementé
- Carrefour giratoire entre RN 154 et RD 954
- Carrefour giratoire entre RN 154 et RD 17
- RD 334 : Villereau, Soignolles
- : Carrière
- RD 107.2
- RD 22 : Prasville, Viabon
- RD 22 : Moutiers-en-Beauce, Carrière
- Carrefour giratoire entre RN 154 et RD 954
- Début de la route nationale RN 154 en route à accès réglementé
- Limitation à 110 km/h et réduction à 2x2 voies
- Limitation à 90 km/h et réduction à 2x1 voies
- Fin de la route nationale RN 154 en route à accès réglementé
- Carrefour giratoire entre RN 154 et RD 954
- RD 354 : Guilleville, Marray
- RD 142 : Guilleville
- Carrefour giratoire entre RN 154, RN 254, RD 927 et RD 954